# Kemmlitzit
Kemmlitzit ist ein sehr selten vorkommendes Mineral aus der Mineralklasse der „Phosphate, Arsenate und Vanadate“ mit der chemischen Zusammensetzung SrAl3[(OH)6|SO4|AsO4] und damit chemisch gesehen ein Strontium-Aluminium-Arsenat mit zusätzlichen Sulfat- ([SO4]2−) und Hydroxidionen (OH−).
Kemmlitzit kristallisiert im trigonalen Kristallsystem und entwickelt kleine, pseudokubische rhomboedrische Kristalle bis etwa 0,15 mm Größe mit einem glasähnlichen Glanz auf den Oberflächen. In reiner Form ist Kemmlitzit farblos und durchsichtig. Durch vielfache Lichtbrechung aufgrund von Gitterfehlern oder polykristalliner Ausbildung kann er aber auch durchscheinend weiß sein und durch Fremdbeimengungen eine ins Gelbliche gehende hellgraubraune bis bräunliche Farbe annehmen. Seine Strichfarbe ist allerdings immer weiß.

## Etymologie und Geschichte

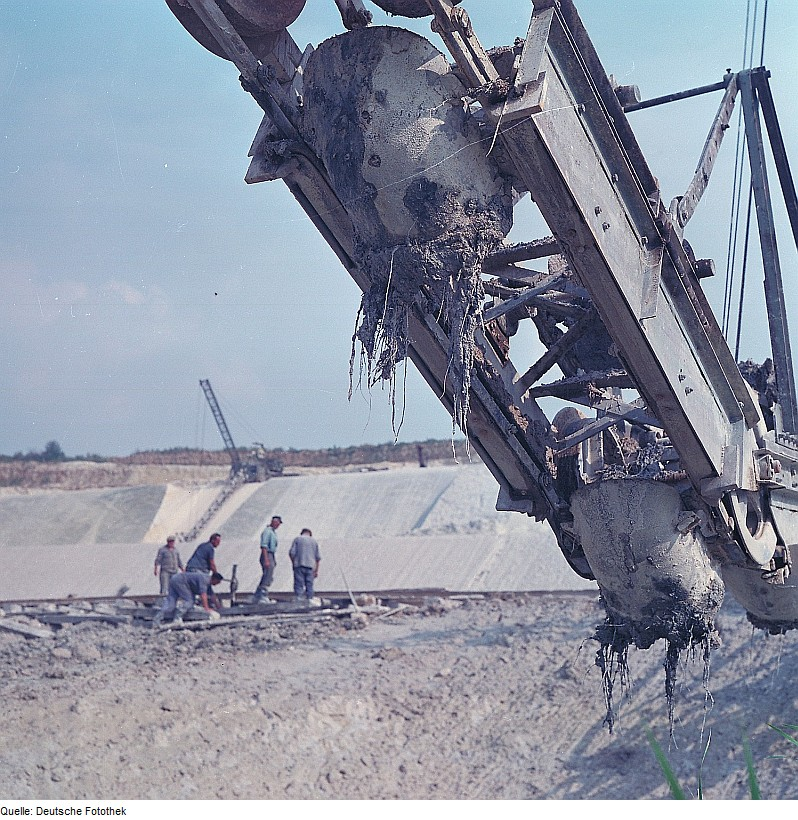
Tagebau des VEB Kaolin- und Tonwerks Kemmlitz, 1973

Erstmals entdeckt wurde Kemmlitzit in Mineralproben aus dem Tagebau Kemmlitz im Landkreis Nordsachsen und beschrieben durch Jaroslav Hak, Zdeněk Johan, Milan Kvaček und Wolfgang Liebscher, die das Mineral nach dessen Typlokalität benannten. In einer vorläufigen Mitteilung berichtete Liebscher bereits 1961 über die Neuentdeckung eines bisher unbekannten, mit Svanbergit verwandten Minerals bei der Untersuchung der Kaoline in der Kaolingrube Kemmlitz auf Schwermineralführung durch das Institut für angewandte Mineralogie in Dresden.
Die genauen Untersuchungsergebnisse und den gewählten Namen für das neu entdeckte Mineral reichten Hak, Johan, Kvaček und Liebscher 1967 zur Prüfung bei der International Mineralogical Association (interne Eingangsnummer der IMA: 1967-021) ein, die den Kemmlitzit als eigenständige Mineralart anerkannte. Die Erstbeschreibung wurde 1969 im Fachmagazin Neues Jahrbuch für Mineralogie, Monatshefte veröffentlicht.
Das Typmaterial des Minerals wird als Teil der Naturhistorischen Sammlungen Senckenberg im Museum für Mineralogie und Geologie (MMG) in Dresden unter der Inventarnummer Min 12660 Sa sowie in der Mines ParisTech (auch École nationale supérieure des mines de Paris, ENSM) in Paris (Frankreich) unter der Inventarnummer 20052 und in der Mineralogischen Sammlung des Nationalmuseums (Národní muzeum, NMCR) in Prag (Tschechien) unter der Inventarnummer 53508 aufbewahrt.
Im Rahmen der Neudefinition der Nomenklatur der Alunit-Supergruppe 1999 wurde als dessen Mitglied auch das Holotypmaterial von Kemmlitzit nochmals untersucht, wobei festgestellt wurde, dass es zoniert und inhomogen ist. Nach einer Neuanalyse des Materials wurde die Zusammensetzung von Kemmlitzit neu definiert (bestätigt noch einmal 2010) und wird seitdem in der Liste der Minerale der IMA mit SrAl3(AsO4)(SO4)(OH)6 angegeben.
Die seit 2021 ebenfalls von der IMA/CNMNC anerkannte Kurzbezeichnung (auch Mineral-Symbol) von Kemmlitzit lautet „Kml“.

## Klassifikation
In der veralteten 8. Auflage der Mineralsystematik nach Strunz gehörte der Kemmlitzit noch zur Mineralklasse der „Sulfate, Chromate, Molybdate und Wolframate“ und dort zur Abteilung „Wasserfreie Sulfate mit fremden Anionen“, wo er gemeinsam mit Beudantit, Corkit, Hidalgoit, Hinsdalit, Svanbergit, Weilerit und Woodhouseit in der „Woodhouseit-Reihe“ mit der Systemnummer VI/B.03b steht.
In der zuletzt 2018 überarbeiteten Lapis-Systematik nach Stefan Weiß, die formal auf der alten Systematik von Karl Hugo Strunz in der 8. Auflage basiert, erhielt das Mineral die System- und Mineralnummer VII/B.35-040. Dies entspricht der Klasse der „Phosphate, Arsenate und Vanadate“ und dort der Abteilung „Wasserfreie Phosphate, mit fremden Anionen F,Cl,O,OH“, wo Kemmlitzit zusammen mit Beudantit, Corkit, Gallobeudantit, Hidalgoit, Hinsdalit, Schlossmacherit, Svanbergit und Woodhouseit die „Beudantitgruppe“ mit der Systemnummer VII/B.35 bildet.
Die von der IMA zuletzt 2009 aktualisierte 9. Auflage der Strunz’schen Mineralsystematik ordnet den Kemmlitzit ebenfalls in die Abteilung „Phosphate usw. mit zusätzlichen Anionen; ohne H2O“ ein. Diese ist allerdings weiter unterteilt nach der relativen Größe der beteiligten Kationen und dem Stoffmengenverhältnis der zusätzlichen Anionen zum Phosphat-, Arsenat- bzw. Vanadatkomplex. Das Mineral ist hier entsprechend seiner Zusammensetzung in der Unterabteilung „Mit mittelgroßen und großen Kationen; (OH usw.) : RO4 = 3 : 1“ zu finden, wo es zusammen mit Beudantit, Corkit, Gallobeudantit, Hidalgoit, Hinsdalit, Orpheit, Svanbergit, Weilerit und Woodhouseit die „Beudantitgruppe“ mit der Systemnummer 8.BL.05 bildet.
In der vorwiegend im englischen Sprachraum gebräuchlichen Systematik der Minerale nach Dana hat Kemmlitzit die System- und Mineralnummer 43.04.01.07. Das entspricht ebenfalls der Klasse der „Phosphate, Arsenate und Vanadate“ und dort der Abteilung „Phosphate“. Hier findet er sich innerhalb der Unterabteilung „Zusammengesetzte Phosphate etc., (Wasserfreie zusammengesetzte Anionen mit Hydroxyl oder Halogen)“ in der „Beudantitgruppe“, in der auch Beudantit, Corkit, Hidalgoit, Hinsdalit, Svanbergit, Woodhouseit, Weilerit und Gallobeudantit eingeordnet sind.

## Chemismus
Die 1999 im Rahmen der Neudefinition der Nomenklatur der Alunit-Supergruppe Neuanalyse von Kemmlitzit ergab die empirische Zusammensetzung [(AsO4)0,98(PO4)0,42(SO4)0,39(SiO4)0,19]Σ1,98, die zur von der IMA akzeptierten Formel SrAl3(AsO4)(SO4)(OH)6 idealisiert wurde.
Natürliche Kemmlitzitproben können verschiedene Fremdbeimengungen wie unter anderem Cer und andere Seltenerdmetalle sowie Calcium, Magnesium, Eisen, Silicium und Phosphor enthalten.

## Kristallstruktur
Kemmlitzit kristallisiert trigonal in der Raumgruppe R3m (Raumgruppen-Nr. 166) mit den Gitterparametern a = 7,02 Å und c = 16,51 Å sowie 3 Formeleinheiten pro Elementarzelle.

## Bildung und Fundorte
An seiner Typlokalität in der Kaolingrube bei Kemmlitz bildete sich Kemmlitzit in einem kaolinisierten Quarzporphyrkomplex. Als Begleitminerale traten hier unter anderem Anatas, Apatit, Kaolinit und Zirkon sowie 13 weitere, weniger häufige Schwerminerale auf.
Außer in Kemmlitz fand man das Mineral in Deutschland noch in der Grube Louise bei Greimerath im rheinland-pfälzischen Landkreis Trier-Saarburg sowie in einer unbenannten Fundstätte bei Weiskirchen im saarländischen Landkreis Merzig-Wadern. Ein weiteres Vorkommen in einem Kalksteinbruch nahe der Gemeinde Rüdersdorf bei Berlin in Brandenburg ist bisher unbestätigt und gilt daher als fraglich.
Der bisher einzige dokumentierte Fundort in der Schweiz ist die Grube Falotta am gleichnamigen Berg in der ehemaligen Gemeinde Tinizong-Rona (heute Surses) im Kanton Graubünden. Ein weiterer möglicher Fund im Val Sterla in der Gemeinde Innerferrera (ebenfalls Graubünden) gilt ebenfalls bisher als fraglich.
Daneben kennt man Kemmlitzit bisher nur noch aus Vestřev (Hradec Králové) und Podsedice (Ústí nad Labem) in Tschechien, Lavrio (Ostattika) in Griechenland, der Kupfergrube Las Cocotas in der Gemeinde Tíjola (Andalusien) in Spanien und aus der Flambeau Mine bei Ladysmith im Rusk County des US-Bundesstaates Wisconsin (Stand 2025).